# The Naked Gun 2½: The Smell of Fear
The Naked Gun 2½: The Smell of Fear is een Amerikaanse filmkomedie uit 1991, en de tweede film in de The Naked Gun-filmserie. Hoofdrollen werden vertolkt door Leslie Nielsen, Priscilla Presley, O.J. Simpson en George Kennedy. Zsa Zsa Gábor, Mel Tormé en leden van de Chicago Bears hebben cameo’s in de film. De film werd geregisseerd door David Zucker.
De film is het eerste vervolg op The Naked Gun: From the Files of Police Squad!, en werd opgevolgd door Naked Gun 33⅓: The Final Insult.

## Verhaal
Ondanks de humoristische bedoeling van de film, is de plot ingewikkelder dan in de vorige film.
Ook werden veel grappen uit de serie Police Squad!, waarop de film gebaseerd werd, hergebruikt in deze film.
Frank Drebin en zijn baas, Washington, D.C. politiecommissaris Annabelle Brumford, zijn uitgenodigd voor een diner in het witte Witte Huis. Ook aanwezig zijn President George H.W. Bush, het hoofd van zijn staf John Sununu, Nelson Mandela en zijn toenmalige vrouw Winnie. De president maakt bekend dat hij het energieprogramma van de Verenigde Staten zal aanpassen aan wat Dr. Albert Meinheimer zal voorstellen op het National Press Club diner aankomende dinsdag. De hoofden van de fossiele brandstof en kernenergie industrieën zijn hier niet blij mee daar Dr. Albert zal gaan voorstellen om schone energiebronnen te gebruiken.
De volgende dag wordt een bomaanslag gepleegd op het laboratorium van Dr. Meinheimer. Bij het onderzoeken van de zaak ontmoet Frank Jane (uit de eerste film) weer. Zij heeft inmiddels een nieuwe vriend genaamd Quentin Hapsburg. Later die dag achtervolgen Frank en Nordberg een verdachte man genaamd Hector Savage, die vermoedelijk betrokken is bij de aanslag. Nordberg wil een zendertje vastmaken onder Hector’s wagen, maar komt vast te zitten met zijn broek en wordt meegesleept onder de auto. Uiteindelijk schiet hij los, maar komt hierdoor vast te zitten aan een bus die naar Detroit gaat. Frank achtervolgt Hector in een tank. Savage ontsnapt echter en Frank rijdt met de tank de dierentuin in, waardoor veel dieren ontsnappen.
Bij een bijeenkomst van industriële leiders van “oude energie” onthult Quentin dat hij Dr. Meinheimer heeft ontvoerd en een dubbelganger voor hem heeft gevonden: Earl Hacker. Deze zal in opdracht van de leiders de President adviseren om fossiele brandstoffen te blijven gebruiken. Hoewel de andere leiders niet graag de nieuwe energiebronnen zien, zijn ze toch wel geschrokken van wat Quentin heeft gedaan.
De volgende nacht ontmoet Frank de dubbelganger van Dr. Meinheimer op een feestje en wordt achterdochtig. Hij gaat naar Jane’s appartement, maar wordt daar opgewacht door Savage die de opdracht heeft Frank om te brengen. Frank schakelt hem uit door een brandslang in Savage’s mond te duwen en de kraan open te draaien. Hij kan de kraan echter niet meer dichtdraaien en Savage ontploft buiten beeld.
Frank kon tijdens zijn gevecht met Savage een naamkaartje bemachtigen. Dit leidt hem naar de loods van de Hexagon oil compagnie, waar Quentin eigenaar van is. Hij besluit samen met enkele agenten op onderzoek uit te gaan. Frank klimt op het pakhuis, maar valt door het dak naar binnen. Gelukkig heeft hij een zender bij zich dus horen zijn collega’s dat hij in nood is. De politie doet een inval in het pakhuis en arresteert Quentins helpers. Ook vinden ze de echte Dr. Meinheimer.
Quentin en de valse Dr. Meinheimer zijn inmiddels al op de bijeenkomst. Frank en zijn team kunnen echter niet gewoon naar de bijeenkomst toe, omdat vanwege Franks ongeluk in de dierentuin geen agent van Franks team zich mag laten zien op de bijeenkomst (op straffe van arrestatie). Franks plan is dat Jane hen stiekem binnenlaat via de achteringang van het hotel waar de bijeenkomst is. Dit mislukt omdat Quentin Jane ontdekt en meeneemt naar zijn tafel. Drebin, Nordberg, Hocken en de echte Meinheimer vermommen zich daarom als een mariachiband die zou optreden in het hotel en gaan door de hoofdingang naar binnen.
Frank en zijn team ontmaskeren de valse Dr. Meinheimer en de echte begint met zijn speech. Frank ontdekt dat Quentin en Jane weg zijn. Hij vindt hen op de bovenste verdieping van het gebouw, waar Quentin net zijn plan B in werking zet: een kleine nucleaire bom die het hele hotel zal verwoesten. In de worsteling die ontstaat valt Quentin uit het raam. Zijn val wordt gebroken door een zonnescherm en hij belandt ongedeerd op de grond, enkel om daar te worden verslonden door een ontsnapte leeuw.
Frank en Jane proberen uit alle macht de bom onschadelijk te maken, maar zonder succes. Uiteindelijk schakelt Frank de bom per ongeluk uit door de stekker uit het stopcontact te trekken.
Aan het eind van de film vraagt Frank Jane ten huwelijk.

## Rolverdeling
| Acteur             | Personage                           |
| ------------------ | ----------------------------------- |
| Leslie Nielsen     | Frank Drebin                        |
| Priscilla Presley  | Jane Spencer                        |
| George Kennedy     | Ed Hocken                           |
| O.J. Simpson       | Nordberg                            |
| Richard Griffiths  | Dr. Albert Meinheimer / Earl Hacker |
| Anthony James      | Hector Savage                       |
| Robert Goulet      | Quentin Hapsburg                    |
| John Roarke        | President Bush                      |
| Margery Ross       | Barbera Bush                        |
| Peter Mark Richman | Arthur Dunwell                      |

## Achtergrond

### Muziek
Net als in de eerste Naked Gun film werd de muziek voor deze film gecomponeerd door Ira Newborn, waaronder de bekende big-band/blues muziek voor de Naked Gun/Police Squad! franchise.
Zanger Colleen Fitzpatrick (bekend bij moderne rockfans als Vitamin C) deed mee in de film als een zanger in een restaurant genaamd de Blue Note, waar een depressieve Frank zich terugtrekt na te hebben ontdekt dat Jane een relatie met Quentin heeft.

### Vertalingen
- Frans: Y a-t-il un flic pour sauver le président ?

## Release en ontvangst
The Naked Gun 2½: The Smell of Fear ging op 28 juni 1991 in première. De film werd door recensenten in het algemeen gemengd tot positief ontvangen. Op Rotten Tomatoes heeft de film een score van 58% op basis van 45 beoordelingen. Metacritic komt op een score van 65/100, gebaseerd op 21 beoordelingen.

## Prijzen en nominaties
| jaar | prijs           | categorie            | genomineerde(n)                   | uitslag     |
| ---- | --------------- | -------------------- | --------------------------------- | ----------- |
| 1991 | Golden Screen   | -                    | -                                 | gewonnen    |
| 1992 | ASCAP Award     | Top Box Office Films | Ira Newborn                       | gewonnen    |
| 1992 | MTV Movie Award | Beste kus            | Leslie Nielsen, Priscilla Presley | genomineerd |